# 金銀錯嵌珠龍文鉄鏡

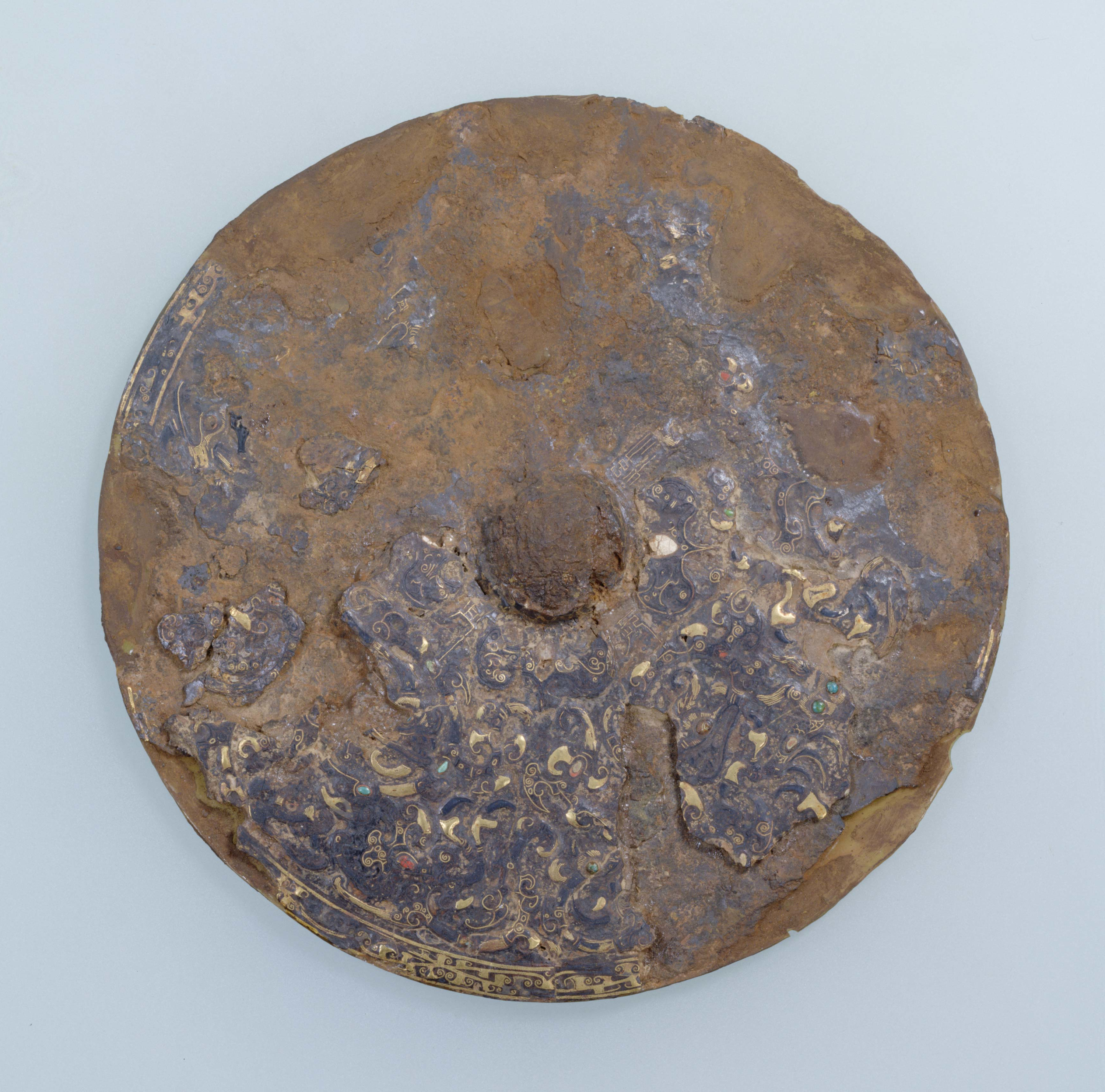
金銀錯嵌珠龍文鉄鏡（重要文化財、東京国立博物館所蔵）

金銀錯嵌珠龍文鉄鏡（きんぎんさく がんしゅ りゅうもん てっきょう）は、大分県日田市日高町にあったダンワラ古墳から出土した弥生時代中期の鉄鏡。国の重要文化財に指定されている。金銀錯嵌珠龍紋鉄鏡、金銀錯嵌珠龍文鏡とも呼ばれる。

## 概要
直径21.1cm、厚さ2.5mmの鉄鏡で、反りはなく平面である。装飾は、腐蝕のために剥落した部分が多いが、約3分の1が残存しており、原状をうかがうことができる。背面全面に金で竜文が象嵌されており、角や爪は銀で象嵌されている。また、眼や体の所々には赤や緑の玉が嵌められている。中心のつまみ付近には漢代の書体で「長宜子孫」（子は欠落）の4文字が金で刻まれている。この鉄鏡は漢代のものと考えられているが、前漢か後漢かについては両論がある。金銀を象眼した鉄鏡は、日本国内ではこの金銀錯嵌珠龍文鉄鏡しか出土していない。
また、中国の三国時代に書かれた『曹操集訳注』には、魏の太祖曹操が金錯鉄鏡を持っていたと記されており、この種の鉄鏡は高位の支配層の所持物であったと考えられる。2019年には中国の研究者が、曹操の陵墓（西高穴2号墓）から出土した鉄鏡をX線を用いて調査した結果、金銀錯嵌珠龍文鉄鏡とほぼ同型式である可能性が高いと発表している。

## 経緯
1933年（昭和8年）、国鉄久大本線豊後三芳駅付近で、久大本線の敷設工事のために線路の盛土のための用土を採集している際に出土した石棺の中から発見されたとされる。しかし、この鉄鏡は注目を集めることなく、行方も分からなくなった。
1960年（昭和35年）に京都大学の梅原末治が奈良の古物商からこの鉄鏡を買い取り、天理大学附属天理参考館に依頼して研ぎ上げると、1962年（昭和37年）に金銀玉による模様が施されていることが明らかになった。
そこで、梅原は、発見者の渡辺音吉の案内のもとで現地調査を実施。その結果、日田市日高町の通称ダンワラと呼ばれる場所から出土したものと判断され、その場所がダンワラ古墳と呼ばれるようになった。ただし、発見から調査までの間に約30年が経過しており、出土地点は前述の線路工事によって発見当時に破壊されていたため、ダンワラ古墳が実際の出土地であったかどうかは確かではない。また、古墳からではなく、横穴墓から出土したとも言われる。

## 仮説
このような希少な鉄鏡がなぜ日田で出土したのかは不明であり、様々な仮説が唱えられている。九州国立博物館の河野一隆・文化財課長は、伊都国との争いに敗れた奴国の王族が、王権を象徴する物品が伊都国の手に渡らないように、漢委奴国王印を志賀島に埋納する一方、この鉄鏡や同じく日田市で発見された金錯鉄帯鉤を日田に持ち込み埋納したとする仮説を提唱している。
また、邪馬台国九州説の根拠ともされ、一般に受け入れられている説ではないが、邪馬台国の卑弥呼または台与の所持品であるとする説や、この鏡が八咫鏡であるとする説もある。曹操墓出土の鉄鏡との酷似が判明したことを踏まえて、近年、魏の皇帝から卑弥呼に下賜された鏡の1枚である可能性が改めて指摘されている。

## 展示
この鉄鏡は東京国立博物館の所蔵品である。2011年-2012年頃には福岡県太宰府市の九州国立博物館で常設展示されていたこともある。
また、復元レプリカが大分県日田市の天領日田資料館で展示されている。